# Balai (Porto Torres)
Balai è una località del comune di Porto Torres  affacciata sul golfo dell'Asinara. 
Vi sorgono le chiesette di san Gavino a mare e Santu Bainzu ischabizzaddu e una serie di piccole spiagge, calette e grotte marine. Il territorio è stato in passato la sede del martirio dei santi e patroni della città Gavino, Proto e Gianuario.

## Geografia fisica

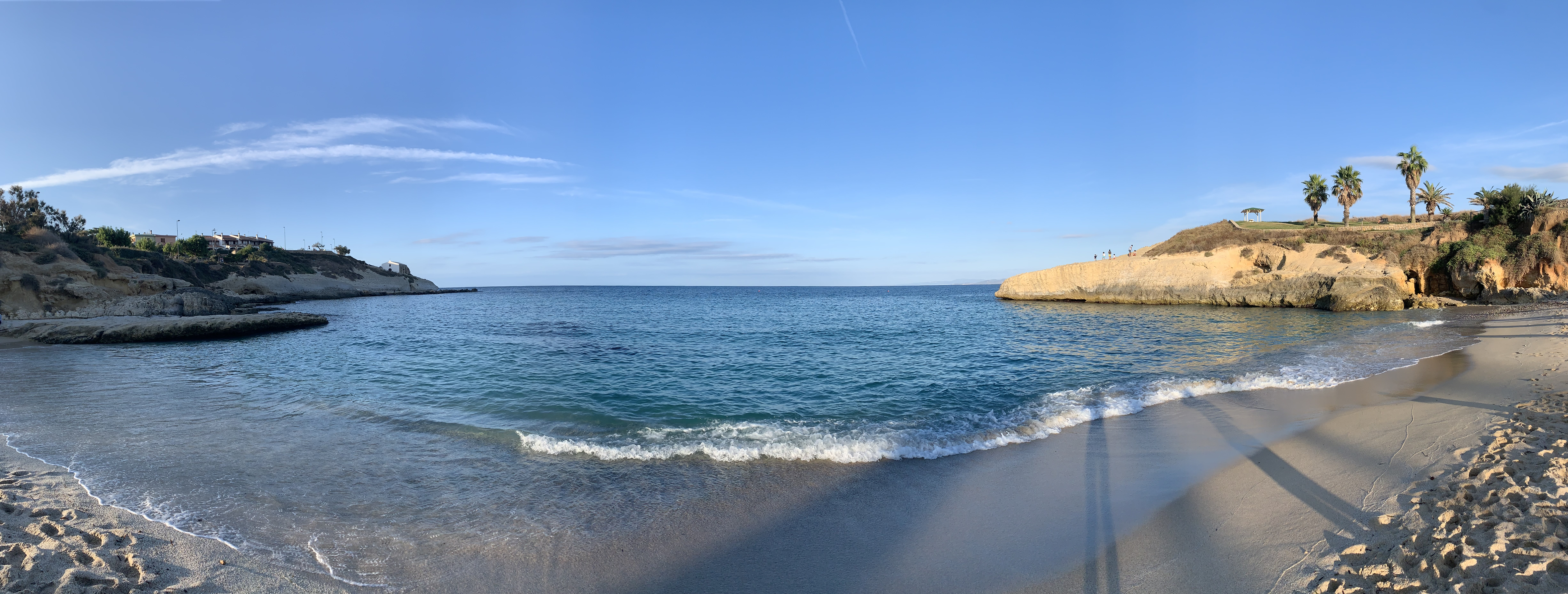
Panoramica della spiaggia di balai

Il litorale di Balai è prevalentemente alto con formazioni rocciose di natura calcarea. È delimitato ad ovest dal porto commerciale e ad est dalla torre di Abbacurrente, dalla popolazione l'area viene suddivisa in Balai vicino e Balai lontano in riferimento alla distanza dal centro cittadino.

## Monumenti e luoghi d'interesse

### Architetture religiose
- Chiesette di san Gavino a mare e Santu Bainzu ischabizzaddu.

### Aree naturali
- Spiaggia di Balai;
- Spiaggia dello scoglio ricco;
- Grotta di Balai;
- Grotta dell'inferno;
- Cala dell'Inferno;
- Rocca de lu Silesu.

## Infrastrutture e trasporti

### Strade
L'intero litorale è raggiungibile appena dall'uscita del porto proseguendo sulla strada provinciale per Platamona. Inoltre è presente un itinerario ciclopedonale che costeggia l'intero tratto costiero dalla spiaggia fino alla chiesetta di Balai lontano.

## Media

### Fumetti
Balai è stata una delle ambientazioni de "Il Tesoro di Barbarossa", episodio della serie a fumetti Dago.